# Final de la Copa Colombia 2023
La final de la Copa Colombia 2023 es una serie de partidos de fútbol que se disputaran entre Millonarios y Atlético Nacional con el propósito de definir el campeón de la Copa Colombia en su edición 2023, competición que reúne a todos los equipos profesionales del fútbol colombiano —Categoría Primera A y Categoría Primera B—. Esta será la sexta final de este torneo para el Atlético Nacional, disputando y saliendo campeón en las finales de 2012, 2013, 2016, 2018 y 2021, mientras que para Millonarios será su quinta final del torneo, habiendo disputado antes las finales de 1952-53, 2011, 2013, saliendo campeón en 1952-53, 2011 y 2022. En esta edición Atlético Nacional obtuvo su sexto título.

## Llave
|                    | vs. | Bandera del departamento de Antioquia |
| ------------------ | --- | ------------------------------------- |
| Millonarios 2(4) 1 | vs. | Atletico Nacional 2(5) 1              |

## Estadios
| Bogotá                            | Medellín                  |
| --------------------------------- | ------------------------- |
| Estadio Nemesio Camacho El Campín | Estadio Atanasio Girardot |
| Capacidad: 39.000                 | Capacidad: 45.000         |
|                                   |                           |

## Camino a la final
Nota: Millonarios y  Atlético Nacional clasificaron de manera directa a los octavos de final por haber clasificado a la Copa Libertadores 2023 por lo que no disputaron las fases previas.

### Millonarios
| 10 de agosto                                                  | Octavos de final | El Campín, Bogotá                            | Millonarios          | 3 : 1 | Atlético Bucaramanga |
| 17 de agosto                                                  | Octavos de final | Estadio Alfonso López, Bucaramanga           | Atlético Bucaramanga | 0 : 0 | Millonarios          |
| Millonarios clasificó a cuartos de final con un global de 3:1 |                  |                                              |                      |       |                      |
| 28 de septiembre                                              | Cuartos de final | El Campín, Bogotá                            | Millonarios          | 2 : 0 | Alianza Petrolera    |
| 5 de octubre                                                  | Cuartos de final | Estadio Daniel Villa Zapata, Barrancabermeja | Alianza Petrolera    | 1 : 2 | Millonarios          |
| Millonarios clasificó a las semifinales con un global de 4:1  |                  |                                              |                      |       |                      |
| 2 de noviembre                                                | Semifinales      | Estadio El Campín, Bogotá                    | Millonarios          | 1 : 0 | Cúcuta Deportivo     |
| 7 de septiembre                                               | Semifinales      | Estadio General Santander Cúcuta             | Cúcuta Deportivo     | 1 : 1 | Millonarios          |
| Millonarios clasificó a la final con un global de 2:1         |                  |                                              |                      |       |                      |

|  |                         |
|  | Triunfo de Millonarios. |
|  | Empate.                 |
|  | Derrota de Millonarios. |

### Atlético Nacional
| 26 de julio                                                                      | Octavos de final | Estadio Olímpico Pascual Guerrero   | América de Cali   | 1 : 3       | Atlético Nacional |
| 17 de agosto                                                                     | Octavos de final | Atanasio Girardot, Medellín         | Atlético Nacional | 2 : 1       | América de Cali   |
| Atlético Nacional clasificó a cuartos de final con un global de 5:2              |                  |                                     |                   |             |                   |
| 27 de septiembre                                                                 | Cuartos de final | Estadio Alberto Grisales            | Águilas Doradas   | 0 : 3       | Atlético Nacional |
| 4 de octubre                                                                     | Cuartos de final | Atanasio Girardot, Medellín         | Atlético Nacional | 2 : 1       | Águilas Doradas   |
| Atlético Nacional se clasificó a las semifinales con un global de 5:1            |                  |                                     |                   |             |                   |
| 19 de octubre                                                                    | Semifinales      | Estadio Hernán Ramírez Villegas     | Deportivo Pereira | 2 : 0       | Atlético Nacional |
| 2 de noviembre                                                                   | Semifinales      | Estadio Polideportivo Sur, Envigado | Atlético Nacional | 3 : 1 (5:4) | Deportivo Pereira |
| Atlético Nacional se clasificó a la final con un global de 3:3, 5:4 en penaltis. |                  |                                     |                   |             |                   |

|  |                               |
|  | Triunfo de Atlético Nacional. |
|  | Empate.                       |
|  | Derrota de Atlético Nacional. |

#### Partido de ida
| 1          | Guardameta     | Juan Moreno                 |  |
| 3          | Defensa        | Ómar Bertel                 |  |
| 17         | Defensa        | Jorge Arias                 |  |
| 26         | Defensa        | Andrés Llinás               |  |
| 28         | Defensa        | Stiven Vega                 |  |
| 8          | Centrocampista | Daniel Giraldo              |  |
| 14         | Centrocampista | David Mackalister Silva 90' |  |
| 21         | Centrocampista | Juan Carlos Pereira 71'     |  |
| 10         | Centrocampista | Daniel Cataño               |  |
| 18         | Centrocampista | Daniel Ruiz 90'             |  |
| 23         | Delantero      | Leonardo Castro 90'         |  |
| Entrenador | Entrenador     | Alberto Gamero              |  |

| 1          | Guardameta     | Harlen Castillo         |  |
| 32         | Defensa        | Edier Ocampo 90'        |  |
| 3          | Defensa        | Juan Felipe Aguirre 82' |  |
| 16         | Defensa        | Sergio Mosquera         |  |
| 33         | Defensa        | Samuel Velásquez        |  |
| 5          | Centrocampista | Jhon Duque              |  |
| 14         | Centrocampista | Robert Mejía            |  |
| 8          | Centrocampista | Dorlan Pabón 57'        |  |
| 22         | Delantero      | Óscar Perea 82'         |  |
| 31         | Delantero      | Brahian Palacios        |  |
| 9          | Delantero      | Jefferson Duque 82'     |  |
| Entrenador | Entrenador     | John Jairo Bodmer       |  |

| 11 | Delantero      | Beckham Castro 71' |  |  |
| 5  | Centrocampista | Larry Vásquez 90'  |  |  |
| 15 | Delantero      | Édgar Guerra 90'   |  |  |
| 20 | Delantero      | Fernando Uribe 90' |  |  |

| 13 | Centrocampista | Juan Pablo Torres Patiño 57' |  |  |
| 20 | Delantero      | Emilio Aristizabal 82'       |  |  |
| 11 | Delantero      | Jader Gentil 82'             |  |  |
| 2  | Defensa        | Cristian Zapata 82'          |  |  |
| 30 | Defensa        | Alexandro Licona 90'         |  |  |

| Anotado | 80' | Leonardo Castro | 1-1 |  |  |  |
|         |     |                 |     |  |  |  |

| Anotado | 20' | Dorlan Pabón | 0-1 |  |  |
|         |     |              |     |  |  |

|  |  |  |
|  |  |  |

|  |  |  |
|  |  |  |
|  |  |  |

|  |  |  |

|  |  |  |

| Árbitro             | Jhon Hineestroza |
| Árbitros asistentes | Jhon Gallego     |
| Árbitros asistentes | Luis Navarro     |
| Cuarto árbitro      | Ferney Trujillo  |
| Árbitro VAR         | Ricardo Garciá   |
| Asistente VAR       | Mario Tarache    |

| 1          | Guardameta     | Juan Moreno                 |  |
| 3          | Defensa        | Ómar Bertel                 |  |
| 17         | Defensa        | Jorge Arias                 |  |
| 26         | Defensa        | Andrés Llinás               |  |
| 28         | Defensa        | Stiven Vega                 |  |
| 8          | Centrocampista | Daniel Giraldo              |  |
| 14         | Centrocampista | David Mackalister Silva 90' |  |
| 21         | Centrocampista | Juan Carlos Pereira 71'     |  |
| 10         | Centrocampista | Daniel Cataño               |  |
| 18         | Centrocampista | Daniel Ruiz 90'             |  |
| 23         | Delantero      | Leonardo Castro 90'         |  |
| Entrenador | Entrenador     | Alberto Gamero              |  |

| 1          | Guardameta     | Harlen Castillo         |  |
| 32         | Defensa        | Edier Ocampo 90'        |  |
| 3          | Defensa        | Juan Felipe Aguirre 82' |  |
| 16         | Defensa        | Sergio Mosquera         |  |
| 33         | Defensa        | Samuel Velásquez        |  |
| 5          | Centrocampista | Jhon Duque              |  |
| 14         | Centrocampista | Robert Mejía            |  |
| 8          | Centrocampista | Dorlan Pabón 57'        |  |
| 22         | Delantero      | Óscar Perea 82'         |  |
| 31         | Delantero      | Brahian Palacios        |  |
| 9          | Delantero      | Jefferson Duque 82'     |  |
| Entrenador | Entrenador     | John Jairo Bodmer       |  |

| 11 | Delantero      | Beckham Castro 71' |  |  |
| 5  | Centrocampista | Larry Vásquez 90'  |  |  |
| 15 | Delantero      | Édgar Guerra 90'   |  |  |
| 20 | Delantero      | Fernando Uribe 90' |  |  |

| 13 | Centrocampista | Juan Pablo Torres Patiño 57' |  |  |
| 20 | Delantero      | Emilio Aristizabal 82'       |  |  |
| 11 | Delantero      | Jader Gentil 82'             |  |  |
| 2  | Defensa        | Cristian Zapata 82'          |  |  |
| 30 | Defensa        | Alexandro Licona 90'         |  |  |

| Anotado | 80' | Leonardo Castro | 1-1 |  |  |  |
|         |     |                 |     |  |  |  |

| Anotado | 20' | Dorlan Pabón | 0-1 |  |  |
|         |     |              |     |  |  |

|  |  |  |
|  |  |  |

|  |  |  |
|  |  |  |
|  |  |  |

|  |  |  |

|  |  |  |

| Árbitro             | Jhon Hineestroza |
| Árbitros asistentes | Jhon Gallego     |
| Árbitros asistentes | Luis Navarro     |
| Cuarto árbitro      | Ferney Trujillo  |
| Árbitro VAR         | Ricardo Garciá   |
| Asistente VAR       | Mario Tarache    |

#### Partido de vuelta
| 23         | Guardameta     | Kevin Mier          |  |
| 32         | Defensa        | Edier Ocampo        |  |
| 3          | Defensa        | Juan Felipe Aguirre |  |
| 16         | Defensa        | Sergio Mosquera     |  |
| 33         | Defensa        | Samuel Velásquez    |  |
| 5          | Centrocampista | Jhon Duque 63'      |  |
| 14         | Centrocampista | Robert Mejía        |  |
| 77         | Centrocampista | Álvaro Angulo 76'   |  |
| 7          | Delantero      | Neyder Moreno 84'   |  |
| 8          | Delantero      | Dorlan Pabón 63'    |  |
| 9          | Delantero      | Jefferson Duque     |  |
| Entrenador | Entrenador     | John Jairo Bodmer   |  |

| 31         | Guardameta     | Álvaro Montero              |  |
| 3          | Defensa        | Ómar Bertel                 |  |
| 4          | Defensa        | Juan Pablo Vargas           |  |
| 26         | Defensa        | Andrés Llinás               |  |
| 13         | Defensa        | Elvis Perlaza               |  |
| 8          | Centrocampista | Daniel Giraldo 81'          |  |
| 14         | Centrocampista | David Mackalister Silva 84' |  |
| 21         | Centrocampista | Juan Carlos Pereira         |  |
| 10         | Centrocampista | Daniel Cataño 90'           |  |
| 18         | Centrocampista | Daniel Ruiz 90'             |  |
| 23         | Delantero      | Leonardo Castro 81'         |  |
| Entrenador | Entrenador     | Alberto Gamero              |  |

| 31 | Delantero      | Brahian Palacios 63'  |  |
| 14 | Delantero      | Ramírez 76'           |  |
| 13 | Centrocampista | Juan Pablo Torres 63' |  |
| 22 | Delantero      | Óscar Perea 84'       |  |

| 15 | Delantero      | Édgar Guerra 90'   |  |
| 11 | Delantero      | Beckham Castro 90' |  |
| 17 | Defensa        | Jorge Arias 84'    |  |
| 20 | Delantero      | Fernando Uribe 81' |  |
| 5  | Centrocampista | Larry Vásquez 81'  |  |

| Anotado | 90'+3 | Juan Felipe Aguirre | 1-1 |  |
|         |       |                     |     |  |

| Anotado | 59' | Leonardo Castro | 0-1 |  |
|         |     |                 |     |  |

|  |  |  | Je. Duque       | Acierto de penal |
|  |  |  | Mejía           | Acierto de penal |
|  |  |  | Mier            | Acierto de penal |
|  |  |  | Sergio Mosquera | Acierto de penal |
|  |  |  | Ramírez         | Acierto de penal |
|  |  |  |                 |                  |

|  |  | Pereira |
|  |  | Arias   |
|  |  | Vargas  |
|  |  | Guerra  |
|  |  | Vásquez |

| Árbitro             | Carlos Betancurt |
| Árbitros asistentes | Cristian Aguirre |
| Árbitros asistentes | Mario Tarache    |
| Cuarto árbitro      | José Ortiz       |
| Árbitro VAR         | Kéiner Jiménez   |
| Asistente AVAR      | Juan Pablo Alba  |

| 23         | Guardameta     | Kevin Mier          |  |
| 32         | Defensa        | Edier Ocampo        |  |
| 3          | Defensa        | Juan Felipe Aguirre |  |
| 16         | Defensa        | Sergio Mosquera     |  |
| 33         | Defensa        | Samuel Velásquez    |  |
| 5          | Centrocampista | Jhon Duque 63'      |  |
| 14         | Centrocampista | Robert Mejía        |  |
| 77         | Centrocampista | Álvaro Angulo 76'   |  |
| 7          | Delantero      | Neyder Moreno 84'   |  |
| 8          | Delantero      | Dorlan Pabón 63'    |  |
| 9          | Delantero      | Jefferson Duque     |  |
| Entrenador | Entrenador     | John Jairo Bodmer   |  |

| 31         | Guardameta     | Álvaro Montero              |  |
| 3          | Defensa        | Ómar Bertel                 |  |
| 4          | Defensa        | Juan Pablo Vargas           |  |
| 26         | Defensa        | Andrés Llinás               |  |
| 13         | Defensa        | Elvis Perlaza               |  |
| 8          | Centrocampista | Daniel Giraldo 81'          |  |
| 14         | Centrocampista | David Mackalister Silva 84' |  |
| 21         | Centrocampista | Juan Carlos Pereira         |  |
| 10         | Centrocampista | Daniel Cataño 90'           |  |
| 18         | Centrocampista | Daniel Ruiz 90'             |  |
| 23         | Delantero      | Leonardo Castro 81'         |  |
| Entrenador | Entrenador     | Alberto Gamero              |  |

| 31 | Delantero      | Brahian Palacios 63'  |  |
| 14 | Delantero      | Ramírez 76'           |  |
| 13 | Centrocampista | Juan Pablo Torres 63' |  |
| 22 | Delantero      | Óscar Perea 84'       |  |

| 15 | Delantero      | Édgar Guerra 90'   |  |
| 11 | Delantero      | Beckham Castro 90' |  |
| 17 | Defensa        | Jorge Arias 84'    |  |
| 20 | Delantero      | Fernando Uribe 81' |  |
| 5  | Centrocampista | Larry Vásquez 81'  |  |

| Anotado | 90'+3 | Juan Felipe Aguirre | 1-1 |  |
|         |       |                     |     |  |

| Anotado | 59' | Leonardo Castro | 0-1 |  |
|         |     |                 |     |  |

|  |  |  | Je. Duque       | Acierto de penal |
|  |  |  | Mejía           | Acierto de penal |
|  |  |  | Mier            | Acierto de penal |
|  |  |  | Sergio Mosquera | Acierto de penal |
|  |  |  | Ramírez         | Acierto de penal |
|  |  |  |                 |                  |

|  |  | Pereira |
|  |  | Arias   |
|  |  | Vargas  |
|  |  | Guerra  |
|  |  | Vásquez |

| Árbitro             | Carlos Betancurt |
| Árbitros asistentes | Cristian Aguirre |
| Árbitros asistentes | Mario Tarache    |
| Cuarto árbitro      | José Ortiz       |
| Árbitro VAR         | Kéiner Jiménez   |
| Asistente AVAR      | Juan Pablo Alba  |

|                                      |
| Bandera de Colombia                  |
| Campeón Atlético Nacional 6.º título |